# Emil Kaufmann
Emil Kaufmann (Vienna, 1891 – Cheyenne, 1953) è stato uno storico dell'arte e storico dell'architettura austriaco, noto soprattutto per i suoi studi sull'architettura neoclassica.
Aveva studiato all'Università di Innsbruck ed all'Università di Vienna dove, sotto la guida di Max Dvořák, aveva preparato la tesi su Claude-Nicolas Ledoux e l'estetica del neoclassicismo. L'interesse dello studioso per Ledoux aveva preso origine dalla consultazione che fece di una copia del trattato L'architecture presso l'Accademia di belle arti di Vienna.
Dopo l'Anschluss, Kaufmann, essendo ebreo, emigrò negli Stati Uniti d'America. Qui insegnò storia dell'arte in diverse università, continuando a interessarsi all'architettura del Settecento, con particolare riferimento all'epoca dell'Illuminismo e dell'architettura rivoluzionaria.

## Opere
- Von Ledoux bis Le Corbusier, Leipzig-Wien, 1933 (trad. it., Da Ledoux a Le Corbusier, Mazzotta, Milano, 1973).
- Architecture in The Age of Reason. Baroque and Post-Baroque in England, Italy and France, Cambridge, 1953 (trad. it., L'architettura dell'illuminismo, Einaudi, Torino, 1966)